# USS Nimitz (CVN-68)
USS Nimitz (CVN-68) é um grande porta-aviões nuclear norte-americano da classe Nimitz. Com uma tripulação de mais de seis mil homens (incluindo pessoas da aviação), o Nimitz desloca entre 101 e 104 mil toneladas a uma velocidade máxima de trinta nós.
Assim como os demais porta-aviões da classe Nimitz, o USS Nimitz foi desenvolvido e construído pelo estaleiro Newport News Shipbuilding, de propriedade da Northrop Grumman, e tem como missão prioritária ataque a alvos em terra e a guerra anti-superfície.
O Nimitz começou a ser construído em 22 de Junho de 1968 e entrou em operação em 13 de Maio de 1972. Participou de muitas guerras e operações militares desde então e continua em operação.
A propulsão do navio vem de dois reatores nucleares de água pressurizada fabricados pela General Electric, que acionam quatro turbinas de 260.000 hp (194 MW). Para situações de emergência possui quatro motores diesel de 10.720 hp (8 MW).
O descomissionamento do USS Nimitz está previsto quando seu substituto, USS John F. Kennedy, segundo navio da nova Classe Gerald R. Ford ficar pronto.

## Prêmios e condecorações
| Gold star · Gold star |                                         |             |
|                       | Bronze star · Bronze star · Bronze star | Silver star |
|                       |                                         |             |

| Navy Unit Commendation com duas estrelas \| Meritorious Unit Commendation |                                                    |                                             |
| Navy E Ribbon com dois "E" ("Efficiency") de batalha                      | Armed Forces Expeditionary Medal com três estrelas | Navy Expeditionary Medal com cinco estrelas |
| Navy and Marine Corps Achievement Medal \| Southwest Asia Service Medal   |                                                    |                                             |